# یوسیپ یورانووییچ

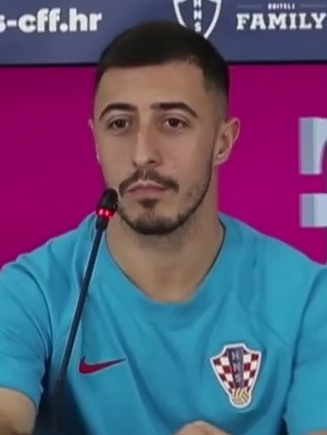
یوسیپ یورانووییچ - ۲۰۲۲

یوسیپ یورانووییچ (انگلیسی: Josip Juranović؛ زادهٔ ۱۶ اوت ۱۹۹۵) بازیکن فوتبال اهل کرواسی است.
از باشگاه‌هایی که در آن بازی کرده‌است، می‌توان به باشگاه فوتبال هایدوک اسپلیت اشاره کرد.
او همچنین در تیم ملی فوتبال کرواسی بازی کرده‌است.